# Araceli Corbo
Araceli Corbo García (Salamanca, 6 de junio de 1973-León, 24 de junio de 2019), fue una gestora cultural y bibliotecaria española, responsable de Biblioteca-Centro de Documentación del Museo de Arte Contemporáneo de Castilla y León (MUSAC) desde el año 2013.

## Trayectoria profesional
Araceli Corbo estudió en la Universidad de Salamanca una licenciatura en Documentación en el año 1998, se diplomó en Biblioteconomía, especializándose en información y atención al ciudadano, también obtuvo un Diploma de Estudios Avanzados (DEA) en el doctorado de “Estudios interdisciplinares de género” y Grado de Salamanca.
También estudió un máster en Edición de la Universidad de Salamanca y Ediciones Santillana, y completó cursos de experto en Community Manager y Marketing en línea, además de otros cursos de arte contemporáneo y formación especializada en Documentación.
En 2004, se incorporó a la plantilla del Museo leonés, dependiente de la Fundación Siglo para las Artes de Castilla y León y a su vez de la Junta de Castilla y León.
Entre 2008 y 2011 trabajó como profesora asociada de la Universidad de León en el Área de Biblioteconomía y Documentación, y fue la persona responsable del Centro de Documentación-Biblioteca del CASA (Centro de Arte de Salamanca) hasta 2003.
En Salamanca, desempeñó su labor en la Fundación Germán Sánchez Ruipérez, así como el departamento de Cultura de la Diputación de Salamanca y el Centro de Documentación-Biblioteca del Centro de Arte de Salamanca.
Fue asesora del proyecto: “Territorio Archivo” de la Fundación Cerezales Antonino y Cinia, coordinadora del Archivo Documental de Artistas de Castilla y León (ADACYL) y comisaria de “El mundo de hoy en 20 libros de fotografía”, “La imagen editada”, “Campo de Agramante” y “Todo en parte. Publicaciones de artistas en las colecciones del MACBA” en el espacio Vitrinas del MUSAC.
En 2013 dirigió el Festival Miradas de Mujeres en la comunidad autónoma de Castilla y León organizado por MAV, Mujeres en las Artes Visuales y ha comisariado diversas exposiciones sobre la temática de género, como la de Marina Nuñez titulada Endemoniadas, tres colectivas (“La casa que habito”, “Desde la mimesis a la ficción y viceversa” y “Universos identificados”, en la Galería Adora Calvo), y una individual (“El cuerpo expuesto”, de la artista Miriam Vega en el Centro Leonés de Cultura).
Además, gracias de su formación, pudo impartir numerosos cursos, conferencias y comunicaciones sobre la relación de los museos y las nuevas tecnologías en España y Latinoamérica.
Su amplia experiencia, la convirtió en una experta en gestión documental de museos y nuevas tecnologías, las cuales defendía como hacía con el feminismo, del que era una activista incansable. Su tesis doctoral versó sobre "Instituciones Oficiales y Documentación sobre relaciones de Género e Igualdad de Oportunidades en España (1975-2000)". También entre sus múltiples investigaciones destacan 'Mujeres y Nuevas Tecnologías en España'; 'Recursos electrónicos sobre relaciones de Género en Europa'; o 'Centros de Información y Documentación Oficiales para la Mujer en España'.

## Homenajes
Como forma de homenaje por su labor en el campo de la documentación y el arte contemporáneo, la biblioteca del DA2 Domus Artium 2002 y la Biblioteca-Centro de Documentación del MUSAC llevan el nombre de Araceli Corbo.